# Hvad toner gennem skoven
Hvad toner gennem skoven (Deens voor Wat laat het bos zien?) is een compositie van Niels Gade. Het is een ongedateerd werk van deze Deense componist. Gade zette muziek onder een gedicht van Johan Ludvig Heiberg. Hetzelfde gedicht werd ook door Christoph Ernst Friedrich Weyse gebruikt in 1842.

## Tekst
Hvad toner gennem skoven
i nattens vind?
Hvad risler gennem voven
i måneskin
Om elskov fuglen synger
med sneltet rust
den hvide bølge gynger
med elskovs lyst

Hvorfor mon skyen svæver
hen over jord?
Hvad mægtig, længel haver
dens lette flor?
når tårefuld den swømmer
På himlers vej,
Om kærlighed den drømmer
Men ved det ei.

Sovngaengere på himlen
I natlig dans,
Ved lys af stjernevrimlen
Og månens glans!
Min længsel Eder sårer
Den er jeg lig;
Den drømmer og i tåner
Udgyder sig